# チコノフの定理
チコノフの定理 (ちこのふのていり、露: Теорема Тихонова、英: Tychonoff's theorem)または、チホノフの定理 は、数学の位相幾何学 (トポロジー) における定理であり、任意個 (非可算個の場合を含む)のコンパクト空間の直積空間がやはりコンパクト空間となることを主張する。
この定理は、ソビエト連邦、後にロシア連邦の数学者である Andrey Nikolayevich Tikhonov (露: Андре́й Никола́евич Ти́хонов) (1906年 - 1993年)が、1930年に、最初は実数の閉区間の場合について証明し、1935年に完全な証明を与えている。
非可算個の直積について定理を証明するためには、選択公理またはこれと同値な整列可能定理の援用が不可避であるが、逆も成立し、チコノフの定理と選択公理は同値であることが証明されている 。さらに、各コンパクト空間がT1分離公理を満たす場合に限定した、より弱いチコノフの定理も選択公理と同値である(英語版 Tychonoff's theoremに証明がある)。

## 証明の流れ
以降の証明では、まず有限個の場合について証明し (2個の直積の場合の証明で十分である)、これを選択公理を援用して(本稿では実際にはこれと同値な整列可能定理とツォルンの補題も援用する) 超限帰納法により非可算個の場合を含む無限個の直積の場合まで拡張している。通常は、数学的帰納法を用いて可算無限個の直積の場合に拡張し、最後に非可算個の直積の場合まで拡張するのであるが、可算無限の場合も非可算個の場合も証明のロジックはほとんど同じになるので、可算無限個の場合は省略する。
コンパクトという概念は、現在では通常はハイネ・ボレルの被覆定理で提唱された被覆という概念を用いて次のように定義される。
定義：位相空間 X がコンパクトであるとは、 X が次の命題を満たすことである。
命題 1：位相空間 X の任意の開被覆 {\displaystyle {\mathcal {W}}} について、 {\displaystyle {\mathcal {W}}} の有限部分集合で X を被覆するものが存在する。
コンパクト空間の直積空間がこの命題を満たすことを直接証明することも可能であるが、この命題の対偶である次の命題を証明する方が、有限の場合の証明法をわずかに変形するだけで、非可算個の場合まで見通しよく拡張を行うことができるので、本稿の証明もその方向に沿って行う。
命題 2：位相空間 X の任意の開集合族 {\displaystyle {\mathcal {W}}} について、いかなる {\displaystyle {\mathcal {W}}} の有限部分集合も X を被覆しないのであれば、 {\displaystyle {\mathcal {W}}} も X を被覆しない。
以降、 の方法を引用した  の証明を参考にしている。

## 有限個の直積の場合

### 定理
X, Y をコンパクト空間とすれば、その直積空間  X ×Y もコンパクトである。

### 証明
(1) X ×Y の開集合族 {\displaystyle {\mathcal {W}}} が次の仮定を満たすとすれば、{\displaystyle {\mathcal {W}}} は X ×Y を被覆しない、つまり命題 2  が満たされることを示す。
仮定 ：  {\displaystyle {\mathcal {W}}} のいかなる有限部分集合も X ×Y を被覆しない。
(2) 主張 ：  次のような X の点 x0 が存在する。X の任意の開集合 U が x0 を含めば、{\displaystyle {\mathcal {W}}} の有限部分集合で U ×Y を被覆するものは存在しない。
証明 ： 主張 が正しくないと仮定すれば、X の全ての点 x について x ∈ Ux で、Ux ×Y が {\displaystyle {\mathcal {W}}} のある有限部分集合で被覆される開集合 Ux が存在する。X はコンパクトであるから、このような Ux の有限個を選んで X を被覆できる。従って、有限個の Ux ×Y が X ×Y を被覆できることになり、結局 X ×Y は {\displaystyle {\mathcal {W}}} の有限個の要素で被覆されることになり、仮定 に反する。
(3) 主張 ：  次のような Y の点  y0 が存在する。 X の任意の開集合 U が (2)の主張 における x0 を含み、  Y の任意の開集合 V が y0 を含めば、{\displaystyle {\mathcal {W}}} の有限部分集合で U ×V を被覆するものは存在しない。
証明 ： (2)の主張 が正しくないと仮定すれば、Y の全ての点 y について y を含む Y の開集合 Vy と、 x0 を含み y に依存して決まる X の開集合 Uy が存在して、Uy × Vy は {\displaystyle {\mathcal {W}}} のある有限部分集合で被覆される。Y はコンパクトであるから、このような Vy の有限個を選んで Y を被覆できる。別の言い方をすれば、 Y のある有限部分集合  F が存在して、 {\displaystyle \bigcup _{y\in F}} Vy = Y とできる。 U = {\displaystyle \bigcap _{y\in F}} Uy と置けば、 U は x0 を含む X の開集合であり、 F に含まれる各 y について U {\displaystyle \subseteq } Uy であるから、U ×Vy ⊆ Uy × Vy であり、U ×Vy も {\displaystyle {\mathcal {W}}} のある有限部分集合で被覆される。U ×Y = {\displaystyle \bigcup _{y\in F}} U × Vy であるから、結局 U ×Y は {\displaystyle {\mathcal {W}}} のある有限部分集合で被覆されることになるが、これは(2)の 主張 に反する。
(3) 補足 ：  直積位相の定義により  X の全ての開集合と Y の全ての開集合の直積が成す集合族は X ×Y の開集合族の基底 を成す(これを {\displaystyle {\mathcal {B}}} とする)。上記の U ×V は {\displaystyle {\mathcal {B}}} の要素である。 X ×Y の任意の開集合 O は 基底 {\displaystyle {\mathcal {B}}} の適当な部分集合族の合併として定義される。つまり、O = {\displaystyle \bigcup _{\lambda \in \Lambda }B_{\lambda }} ( {\displaystyle B_{\lambda }\in {\mathcal {B}}} ) である。これから、 O とそれに含まれる任意の点 x について、ある B ∈ {\displaystyle {\mathcal {B}}} が存在して、 x ∈ B ⊂ O となることが言える。
(4) 主張 ：  (2)、(3) で存在が証明された x0 、y0 の直積は X ×Y の点 (x0 ,y0 ) であるが、この点は {\displaystyle {\mathcal {W}}} で被覆されない。
証明 ： 主張 が正しくないと仮定すれば、 (x0 ,y0 ) を含む {\displaystyle {\mathcal {W}}} の要素が少なくとも1つ存在するので、そのうちの一つを W とすれば、補足 から (x0 ,y0 ) ∈ B ⊂ W を満たす B ∈ {\displaystyle {\mathcal {B}}} が存在する。一方、(3)の 主張 により、B が(x0 ,y0 ) を含めば、 {\displaystyle {\mathcal {W}}} の有限部分集合で B を被覆するものは存在しないので矛盾である。従って、主張 が正しいことになる。
(5) 結論 ： 以上により 仮定 が成り立てば {\displaystyle {\mathcal {W}}} は X ×Y を被覆しない。従って、命題 2 が成立するので、X ×Y はコンパクトである。

## 非可算無限個を含む任意濃度の直積の場合

### 定理
Λ を任意の濃度の集合とし、{ Xλ }λ ∈ Λ   を任意濃度の個数のコンパクト空間の族とすれば、その直積空間 X = {\displaystyle \prod _{\lambda \in \Lambda }} Xλ   もコンパクトである。

### 証明
(1) 直積空間 X の開集合族 {\displaystyle {\mathcal {W}}} が次の仮定を満たすとすれば、{\displaystyle {\mathcal {W}}} は X を被覆しない、つまり命題 2 が満たされることを示す。
仮定 ： {\displaystyle {\mathcal {W}}} のいかなる有限部分集合も X を被覆しない。
(2) 整列可能定理により Λ には整列順序 "≤" が定義されているものとする。Λ は "≤" に関して最小元を持つ (これを λ0 とする)。X = {\displaystyle \prod _{\lambda \in \Lambda }} Xλ   の直積は整列順序で行われるものとする。従って、無限直積の先頭の空間は Xλ0 となる。
(3) Λ の元 λ に応じて真偽が決まる2つの命題関数 P (λ) および P ′(λ) を次のように定義する。
P (λ)   ：   Λλ = { ρ | ρ ≤ λ ∧ ρ ∈ Λ }  と置く。次のような x : Λλ → {\displaystyle \bigcup _{\rho \in \Lambda _{\lambda }}} Xρ  が存在する( x (ρ) を xρ と書くことにする)。全ての ρ ∈ Λλ について、xρ ∈ Xρ であり、Xρ の任意の開集合 Uρ が xρ を含めば、{\displaystyle {\mathcal {W}}} の有限部分集合で {\displaystyle (\prod _{\rho \leq \lambda }U_{\rho })\times (\prod _{\lambda <\sigma }X_{\sigma })}   を被覆するものは存在しない。
P ′(λ)   ：   Λ′λ = { ρ | ρ < λ ∧ ρ ∈ Λ }  と置く。次のような x ′ : Λ ′λ → {\displaystyle \bigcup _{\rho \in \Lambda _{\lambda }^{\prime }}} Xρ  が存在する。全ての ρ ∈ Λ′λ について、x ′ρ ∈ Xρ であり、Xρ の任意の開集合 Uρ が x ′ρ を含めば、{\displaystyle {\mathcal {W}}} の有限部分集合で {\displaystyle (\prod _{\rho <\lambda }U_{\rho })\times (\prod _{\lambda \leq \sigma }X_{\sigma })}   を被覆するものは存在しない。
補足 ： x : Λλ → {\displaystyle \bigcup _{\rho \in \Lambda _{\lambda }}} Xρ  、xρ ∈ Xρ が存在することを主張するためには選択公理を援用する必要がある。 x ′ についても同じ。
(4) P (λ) と P ′(λ) は同値である。つまり、Λ の任意の元 λ に対して、P (λ) が真であれば P ′(λ) も真であり、P ′(λ) が真であれば P (λ) も真である。
(5) P (λ) → P ′(λ) の証明
P (λ) が真であれば Uλ を Xλ と置いても、{\displaystyle {\mathcal {W}}} の有限部分集合で {\displaystyle (\prod _{\rho <\lambda }U_{\rho })\times X_{\lambda }\times (\prod _{\lambda <\sigma }X_{\sigma })}  を被覆するものは存在しない。従って P ′(λ) は真である。
(6) P ′(λ) → P (λ) の証明
(6.1) ある λ について P ′(λ) が真であるが、P (λ) は偽であると仮定する。P (λ) は偽であるとは、どのように x : Λλ → {\displaystyle \bigcup _{\rho \in \Lambda _{\lambda }}} Xρ  、xρ ∈ Xρ を選んだとしても、xρ を含む Xρ の開集合 Uρ が存在して、ある {\displaystyle {\mathcal {W}}} の有限部分集合で {\displaystyle (\prod _{\rho \leq \lambda }U_{\rho })\times (\prod _{\lambda <\sigma }X_{\sigma })}  を被覆するものが存在することを意味する。
(6.2) x ′ : Λλ → {\displaystyle \bigcup _{\rho <\lambda }} Xρ  は命題 P ′(λ) で存在が保証されているものとする。Xλ の点を任意に選んで y と置く。  x : Λλ → {\displaystyle \bigcup _{\rho \leq \lambda }} Xρ  を、ρ ∈   Λ′λ → xρ = x ′ρ 、xλ = y と定義する。このとき (6.1) から、xρ を含む Xρ の開集合 Uρ が存在して、ある {\displaystyle {\mathcal {W}}} の有限部分集合で {\displaystyle (\prod _{\rho \leq \lambda }U_{\rho })\times (\prod _{\lambda <\sigma }X_{\sigma })}  を被覆するものが存在する。
(6.3) (6.2) は別の見方をすると、Xλ の全ての点 y について、y を含む Xλ の開集合 Uλ, y と、ρ < λ である全ての ρ ∈ Λ について、x′ρ を含み y に依存して決まる Xρ の開集合 Uρ, y が存在して、{\displaystyle {\mathcal {W}}} の有限部分集合で {\displaystyle (\prod _{\rho <\lambda }U_{\rho ,y})\times U_{\lambda ,y}\times (\prod _{\lambda <\sigma }X_{\sigma })}  を被覆するものが存在することを意味する。
(6.4) Xλ はコンパクトであるから、このような Uλ, y の有限個を選んで Xλ を被覆できる。別の言い方をすれば、 Xλ のある有限部分集合 F が存在して、Xλ = {\displaystyle \bigcup _{y\in F}} Uλ, y とできる。Uρ = {\displaystyle \bigcap _{y\in F}} Uρ, y と置けば、 Uρ は xρ を含む Xρ の開集合であり、 F に含まれる各 y について Uρ ⊆ Uρ, y である。{\displaystyle {\mathcal {W}}} の有限部分集合で {\displaystyle (\prod _{\rho <\lambda }U_{\rho ,y})\times U_{\lambda ,y}\times (\prod _{\lambda <\sigma }X_{\sigma })}  を被覆するものが存在するのであるから、{\displaystyle {\mathcal {W}}} の有限部分集合で {\displaystyle (\prod _{\rho <\lambda }U_{\rho })\times U_{\lambda ,y}\times (\prod _{\lambda <\sigma }X_{\sigma })}  を被覆するものが存在する。
(6.5) {\displaystyle \bigcup _{y\in F}} {\displaystyle (\prod _{\rho <\lambda }U_{\rho })\times U_{\lambda ,y}\times (\prod _{\lambda <\sigma }X_{\sigma })}  =   {\displaystyle (\prod _{\rho <\lambda }U_{\rho })\times X_{\lambda }\times (\prod _{\lambda <\sigma }X_{\sigma })}  であるから、{\displaystyle {\mathcal {W}}} の有限部分集合で  {\displaystyle (\prod _{\rho <\lambda }U_{\rho })\times (\prod _{\lambda \leq \sigma }X_{\sigma })}    を被覆するものが存在することになるが、これは P ′(λ) が偽であることを意味し、矛盾が発生する。従って、 P ′(λ) → P (λ)  である。
(7) 主張 ： 任意の ξ ∈ Λ′λ = { ρ | ρ < λ ∧ ρ ∈ Λ }   について P (ξ) が真であれば、P (λ) も真である。
証明 ： 
(7.1)  Λ′λは空でないと仮定する。(4)から ξ ∈ Λ′λ について P ′ (ξ) は真である。従って、ツォルンの補題から (詳細な証明は略)   Λ′λ = {\displaystyle \bigcup _{\xi \in \Lambda _{\lambda }^{\prime }}} Λ′ξ  について次のような x ′ : Λ ′λ → {\displaystyle \bigcup _{\rho \in \Lambda _{\lambda }^{\prime }}} Xρ  が存在することが言える。全ての ρ ∈ Λ′λ について、x ′ρ ∈ Xρ であり、Xρ の任意の開集合 Uρ が xρ を含めば、{\displaystyle {\mathcal {W}}} の有限部分集合で {\displaystyle (\prod _{\rho <\lambda }U_{\rho })\times (\prod _{\lambda \leq \sigma }X_{\sigma })}   を被覆するものは存在しない。従って、P ′ (λ) は真であり、(6)から P (λ) も真である。
(7.2)  Λ′λ が空の場合、λ = λ0 でければならない。この場合の証明は、有限の場合の証明の (2)とほとんど同じになるので省略する。
(8)  (7) の主張 から超限帰納法により、任意の λ ∈ Λ に対して、P (λ) は真である。従って、ツォルンの補題から (詳細な証明は略) 次のような x : Λ → {\displaystyle \bigcup _{\rho \in \Lambda }} Xρ  が存在することが言える。全ての ρ ∈ Λ について、xρ ∈ Xρ であり、Xρ の任意の開集合 Uρ が xρ を含めば、{\displaystyle {\mathcal {W}}} の有限部分集合で {\displaystyle \prod _{\rho \in \Lambda }U_{\rho }}   を被覆するものは存在しない。
(9) 補足 ：  直積位相の定義により { Xλ }λ ∈ Λ   の全ての開集合の直積が成す集合族は、直積空間 X = {\displaystyle \prod _{\lambda \in \Lambda }X_{\lambda }}  の開集合族の基底を成す(これを {\displaystyle {\mathcal {B}}} とする)。上記の {\displaystyle \prod _{\rho \in \Lambda }}Uρ   は {\displaystyle {\mathcal {B}}} の要素である。 X の任意の開集合 O は 基底 {\displaystyle {\mathcal {B}}} の適当な部分集合族の合併として定義される。つまり、O = {\displaystyle \bigcup _{\lambda \in \Lambda }} Bλ ( Bλ ∈ {\displaystyle {\mathcal {B}}} ) である。これから、 O とそれに含まれる任意の点 x について、ある B ∈ {\displaystyle {\mathcal {B}}} が存在して、 x ∈ B ⊂ O となることが言える。
(10)  主張 ：  (8) で存在が証明された x は、直積位相の定義により X の点であるが、この点は {\displaystyle {\mathcal {W}}} で被覆されない。
証明 ： 主張 が正しくないと仮定すれば、x を含む {\displaystyle {\mathcal {W}}} の要素が少なくとも1つ存在するので、そのうちの一つを W とすれば、補足 から x ∈ B ⊂ W を満たす B ∈ {\displaystyle {\mathcal {B}}} が存在する。一方、(8)から、B が x を含めば、 {\displaystyle {\mathcal {W}}} の有限部分集合で B を被覆するものは存在しないので矛盾である。従って、主張 が正しいことになる。
(11) 結論 ： 以上により 仮定 が成り立てば {\displaystyle {\mathcal {W}}} は X を被覆しない。従って、命題 2 が成立するので、X はコンパクトである。